# Arhitektura u 1564.
◄◄ | ◄ | 1561. | 1562. | 1563. | 1564.  | 1565. | 1566. | 1567. | ► | ►►
Arhitektura • Astronomija • Glazba • Kazalište • Kiparstvo • Knjige • Književnost • Kršćanstvo • Medicina • Politika • Pravo • Promet • Slikarstvo • Znanost
Arhitektura u 1564.

## Svijet

### Zgrade i druge građevine
- Završetak gradnje džamije Džuma-Džami na Krimu (dovršena 1564.)

## Vanjske poveznice
|  | Zajednički poslužitelj ima još gradiva o temi Arhitektura u 1560-im |